# Georg Zentgraf

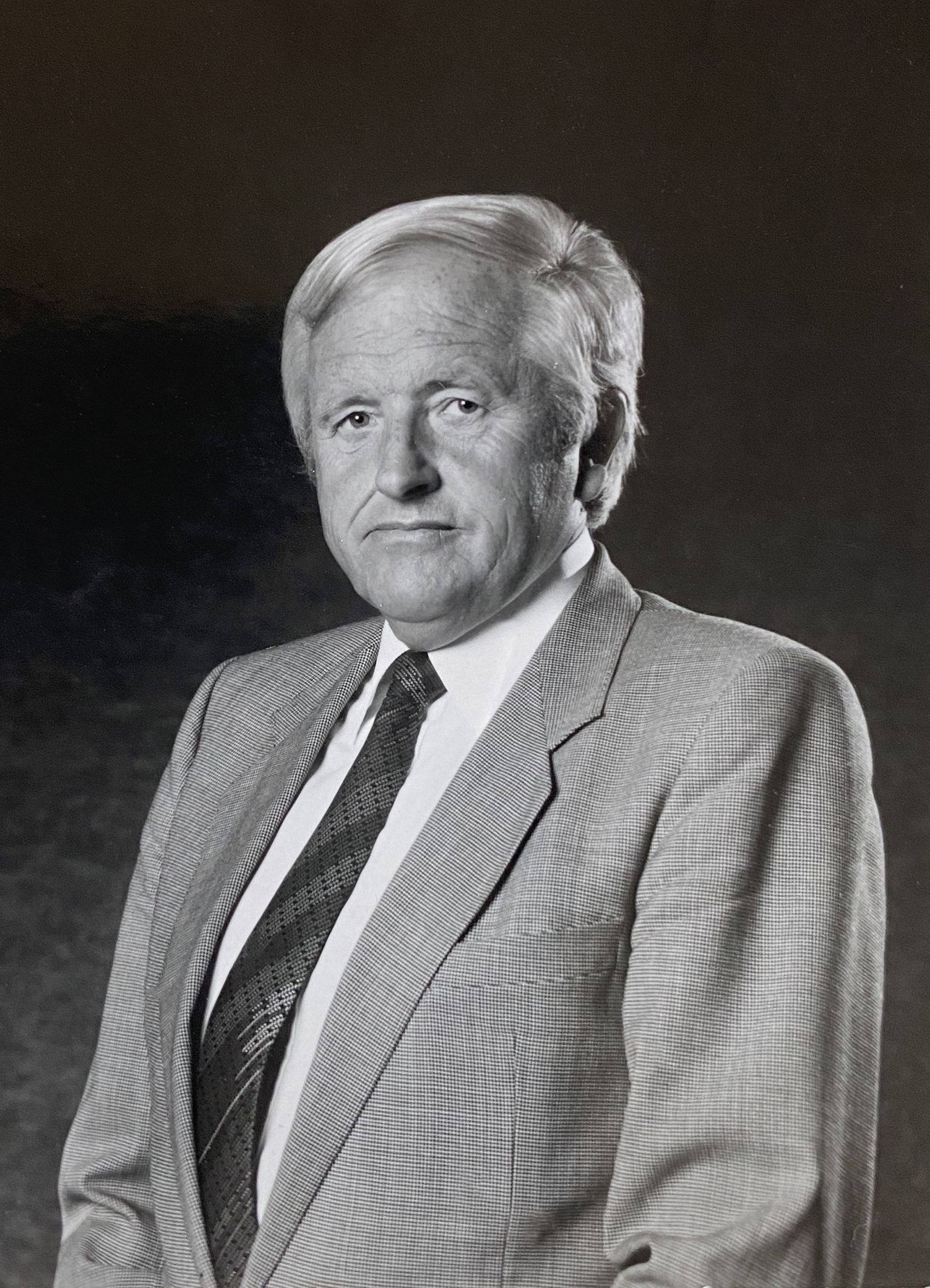
Georg Zentgraf (ca. 1995)

Georg Timotheus Valentin Zentgraf (* 19. August 1932 in Nürnberg) ist deutscher Braumeister und internationaler Repräsentant des Bildungswesens der Brauindustrie.

## Leben und Wirken
Zentgraf wurde 1932 als Sohn des Bildhauers Emil Zentgraf (1893–1976) geboren. Nach dem Besuch der Oberrealschule in Nürnberg absolvierte er 1951/52 eine Lehre zum Brauer und Mälzer am Brauhaus Nürnberg und arbeitete dann in verschiedenen Brauereien. Von 1955 bis 1957 studierte er dann an der Fachhochschule Weihenstephan (jetzt Hochschule für angewandte Wissenschaften Weihenstephan-Triesdorf) mit Abschluss „Diplom-Braumeister“.
Ab 1958 war er Betriebsberater und Leiter der Mikrobiologischen Abteilung der Landesgewerbeanstalt Bayern in Nürnberg, nebenamtliche Lehrkraft an der Berufsschule für Brauer und Mälzer in Nürnberg, außerdem Kursleiter von Braumeisterlehrgängen der Handwerkskammer für Mittelfranken.
In den Jahren 1966/67 war er am Aufbau des Neuen Doemens-Technikums in Gräfelfing beteiligt. Von 1967 bis 1997 war er Direktor und Geschäftsführer der Doemens, außerdem Geschäftsführer der Brew-Power GmbH, Gründungspräsident der World Brewing Academy, Initiator des Bundes der Doemensianer e.V.
In Zusammenarbeit mit der IHK München und Oberbayern und dem Bundesinstitut für Berufsbildung (BIBB) hat er an der Doemens differenzierte Bildungsgänge für Produktionsleiter für Brauwesen und Getränketechnik, Getränkebetriebsmeister IHK, Lebensmittelbetriebsmeister IHK und den Staatlich geprüften Getränkebetriebswirt eingerichtet.
Fortbildungs-Seminare hat er mit der Bundesanstalt für Arbeit und der Gewerkschaft Nahrung-Genuss-Gaststätten (NGG) etabliert.
Von 2002 bis 2017 unterstützte er mit seiner Stiftung das Bildhauersymposium "Kunst und Bier" am Kloster Andechs. Im Anschluss löste er die Stiftung aus finanziellen Gründen auf.

## Auszeichnungen
- 1979 Bayerischer Bierorden
- 1982 Ehrenmitglied im Deutschen Braumeister und Malzmeister Bund e.V.
- 1982 Ehrenteller des Bayerischen Staatsministerium für Ernährung, Landwirtschaft und Forsten
- 1985 Bundesverdienstkreuz am Bande
- 1989 Bayerischer Verdienstorden, Goldener Ehrenring der IHK München und Oberbayern
- 1992 Bayerische Staatsmedaille
- 1993 Medaille „Education et Labor“ (Brasilien)
- 1996 Ehrenbürger der Provinz Shandong, Honorarprofessor am College of Light Industry in Jinan
- 1999 Ehrenmitglied des Doemens e.V., Ehrenmitglied des Bundes der Doemensianer e.V.

## Publikationen
- Georg Zentgraf: Die Brauerei im Bild. Der Werdegang des Bieres, dargestellt in 302 Abbildungen mit verbindendem Text von Karl Hennies, Robert Spanner und Georg Zentgraf. Nürnberg 1977
- 1963–1968 Redakteur der Zeitschrift Jungbrauer, Fachverlag Hans Carl Nürnberg
- 1969–1972 Redakteur der Zeitschrift Brautechnik aktuell, Fachverlag Hans Carl Nürnberg
- 1989–1998 Schriftleitung der Zeitschrift Der Doemensianer, Verlag W. Sachon Mindelheim
- 1972–1995 Mitarbeiter der Fachzeitschriften Brauindustrie (zuvor Brauer und Mälzer), Verlag W. Sachon Mindelheim
- Georg Zentgraf: Doemens on tour. Bier – ein Weltgetränk? Der Weltbiermarkt. In: Der Doemensianer 1998, Heft 3, S. 94–100